# Thomas Bachmann (Schriftsteller)
Thomas Bachmann (* 30. Oktober 1961 in Erfurt) ist ein deutscher Schriftsteller, Musiker und Grafiker.

## Leben
Thomas Bachmann ist Mitbegründer des Leipziger Literaturkreises 95. Zwischen 1995 und 2003 schrieb Bachmann Texte für die Wochenzeitung Freitag. Im Jahr 2000 hatte er sein Regiedebüt beim Offtheater. Seit 2001 ist Thomas Bachmann freiberuflich als Schriftsteller, Musiker und Grafiker in Leipzig tätig. Er veröffentlichte Prosa und Lyrik in Anthologien, Zeitschriften sowie Zeitungen und kann auf 5 Einzelausstellungen im Bereich Grafik und Fotografie zurückblicken. Von 2008 bis 2014 Chanson-Projekt nurso-chanson, 2016/17 Chanson-Projekt FInesse, zusammen mit der Sängerin Ines Agnes Krautwurst, 2019/21 Projekt „semitone“, seit 2022 „semitone - chansons“ (jeweils Text und Musik).
Von 1998 bis 2017 war Bachmann Mitglied im Verband deutscher Schriftsteller (VS); seit 2012 gehört er dem deutschen PEN an.

## Werke (Auswahl)
- Das Dagobert-Prinzip. Kriminalerzählung, Maxime Verlag, Gera 1996, ISBN 3-931965-01-5.
- Weiß hinterlässt Spuren (Hrsg.) Gera 1996.
- Auszug. Kurzgeschichten, Faden Verlag, Berlin 1998, ISBN 3-932594-04-5.
- Stuhl im Café Maître. Kurzprosa, Miniaturen, drei-ECK-Verlag, Bochum 1999, ISBN 3-923161-96-4.
- Hirnbrand (zusammen mit Birnbaum, S.; Zander, W.). Kurzprosa, Liedtexte, Dialoge, Dreieck-Verlag, Bochum 2001, ISBN 3-923161-89-1.
- Knastlochblues. Roman, 2. Aufl., drei-ECK-Verlag, Bochum 2002, ISBN 3-923161-85-9.
- Wozu das Verlangen nach Schönheit (Hrsg. u. Vorwort). Lyrikanthologie, drei-ECK-Verlag, Bochum, Heilbronn 2002, ISBN 3-923161-87-5.
- Geschichte vom Glück. Erzählung für Kinder, drei-ECK-Verlag, Bochum, Heilbronn 2003, ISBN 3-923161-84-0.
- 2003 Theaterstück Mephisto.
- Hutzelbrutzel. Gedichte u. Kurzmärchen für Kinder, Edition Ranis, 2004, Stadtschreiberpublikation (nicht im Buchhandel).
- Der fette Mann auf dem Fahrrad. Roman, Peter-Segler-Verlag, Freiberg (Sachsen) 2004, ISBN 3-931445-32-1.
- Schlafende Hunde – Politische Lyrik in der Spaßgesellschaft (Hrsg. u. Vorwort). Lyrikanthologie, Verlag am Park in der Edition Ost, Berlin 2004, ISBN 3-89793-093-5.
- Der verwirrende Anspruch auf Glück. Roman, Verlag am Park, Berlin 2005, ISBN 3-89793-113-3.
- Häng dich auf und lebe. Geschichten, Verlag am Park, Berlin 2008, ISBN 978-3-89793-175-6.
- Alles hält und wartet noch. Gedichte, Peter-Segler-Verlag, 2009, ISBN 978-3-931445-08-9 (mit einem Nachwort von Christel Hartinger).
- Schlafende Hunde II – Politische Lyrik (Hrsg. u. Vorwort). Verlag am Park in der Edition Ost, Berlin 2012, ISBN 978-3-89793-277-7.
- Liederbuch. Gedichte, Verlag am Park in der Edition Ost, Berlin 2012, ISBN 978-3-89793-288-3.
- Schlafende Hunde III – Politische Lyrik (Hrsg. u. Vorwort). Verlag am Park in der Edition Ost, Berlin 2014, ISBN 978-3-89793-306-4.
- Hutzelbrutzel. Reimrätsel, Gedichte, Sprachspiele, Kurzmärchen für kleine und große Leute (zusammen mit Jusche Fret [Illustrationen]), Lychatz Verlag, 2014, ISBN 978-3-942929-83-7.
- Schlafende Hunde IV – Politische Lyrik (Hrsg. u. Vorwort). Verlag am Park in der Edition Ost, Berlin 2015, ISBN 978-3-945187-21-0.
- Um was es geht, Eine Erzählung für große Kinder. Lychatz Verlag, 2015, ISBN 978-3-942929-97-4.
- Übers Jahr – Gedichte und Lieder. Illustrationen: Reiner Kamp, Verlag am Park, Berlin 2016, ISBN 978-3-945187-55-5.
- East Side – Psychogramme und Geschichten. Lychatz Verlag, 2016, ISBN 978-3-942929-45-5.
- Schlafende Hunde V – Politische Lyrik (Hrsg. u. Vorwort). Illustrationen: Reiner Kamp, Verlag am Park, Berlin 2017, ISBN 978-3-945187-86-9.
- Rübezahl – Ein Geist? Ein Gott? Ein Eulenspiegel? Übertragung des Originaltextes nach Pretorius ins Neudeutsche und Glossar. Hrsg. Reiner Neubert, Grafiken: Hetty Krist. Lychatz-Verlag, 2018, ISBN 978-3-942929-57-8.
- Rübezahl – Neu erzählt. Lychatz Verlag, 2018, ISBN 978-3-942929-67-7.
- Schlafende Hunde VI – Politische Lyrik (Hrsg. u. Vorwort). Illustrationen: Thomas Leibe, Verlag am Park, Berlin 2019, ISBN 978-3-947094-39-4.
- Schlafende Hunde VII – Politische Lyrik (Hrsg. u. Vorwort). Illustrationen: Lena Inosemzewa, Verlag am Park, Berlin 2021, ISBN 978-3-947094-92-9.
- Übers Jahr II – Gedichte und Lieder. Verlag am Park, Berlin 2021, ISBN 978-3-89793-327-9.
- Vagus und der schwarze Drache – Eine Abenteuergeschichte für Kinder. Verlag am Park, Berlin 2022, ISBN 978-3-89793-343-9.
- Schlafende Hunde VIII – Politische Lyrik (Hrsg. u. Vorwort). Illustrationen: Klaus Bohm, Verlag am Park, Berlin 2023, ISBN 978-3-89793-364-4.
- Der Großvater und der Tod – Erzählungen. Verlag am Park, Berlin 2023, ISBN 978-3-89793-369-9.
- Übers Jahr III – Gedichte und Lieder. Verlag am Park, Berlin 2024, ISBN 978-3-89793-362-0.
- Schlafende Hunde IX - Politische Lyrik (Hrsg. u. Vorwort), Fotos: Halef Lukas, Verlag am Park, Berlin 2024, ISBN 978-3-89793-339-2

## Auszeichnungen und Stipendien
- Stipendiat des Studios International Denkmalschmiede Höfgen 2002/2003, 2006 und 2009
- Stadtschreiber in Ranis 2003/04